# Acrocodia indica
Il tapiro dalla gualdrappa (Acrocodia indica Desmarest, 1819), anche conosciuto come tapiro malese, tapiro asiatico, tapiro orientale o tapiro indiano, è la più grande delle quattro specie riconosciute di tapiro, nonché l'unica specie nativa del Vecchio Mondo, essendo diffuso nelle foreste del Sud-est asiatico. Il nome scientifico, indica, fa riferimento alle Indie orientali, l'habitat naturale di questa specie. In lingua malese, è comunemente indicato come cipan, tenuk o badak tampung.

## Descrizione
La specie è facilmente riconoscibile grazie alla cosiddetta "gualdrappa" di colore chiaro, che va dalle spalle alla parte posteriore del corpo. Per il resto il mantello è di colore nero, ad eccezione delle punte delle orecchie, che sono bianche. Questa particolare colorazione facilita la mimetizzazione dell'animale: i potenziali predatori, infatti, possono confondere un tapiro disteso a riposare per una roccia.
Lungo dagli 1,8 ai 2,4 metri, il tapiro dalla gualdrappa è alto tra i 90 e i 107 centimetri e pesa dai 250 ai 320 chilogrammi. Alcuni rari esemplari possono arrivare fino a 410 chilogrammi. Le femmine sono solitamente più grandi dei maschi. Come le altre specie di tapiri, anche i tapiri dalla gualdrappa hanno piccole code arricciate e proboscidi molto flessibili. Gli arti anteriori presentano quattro unghie, quelli posteriori tre. Dotati di una vista scarsa, i tapiri dalla gualdrappa hanno però un udito e un olfatto molto sviluppati.

## Biologia

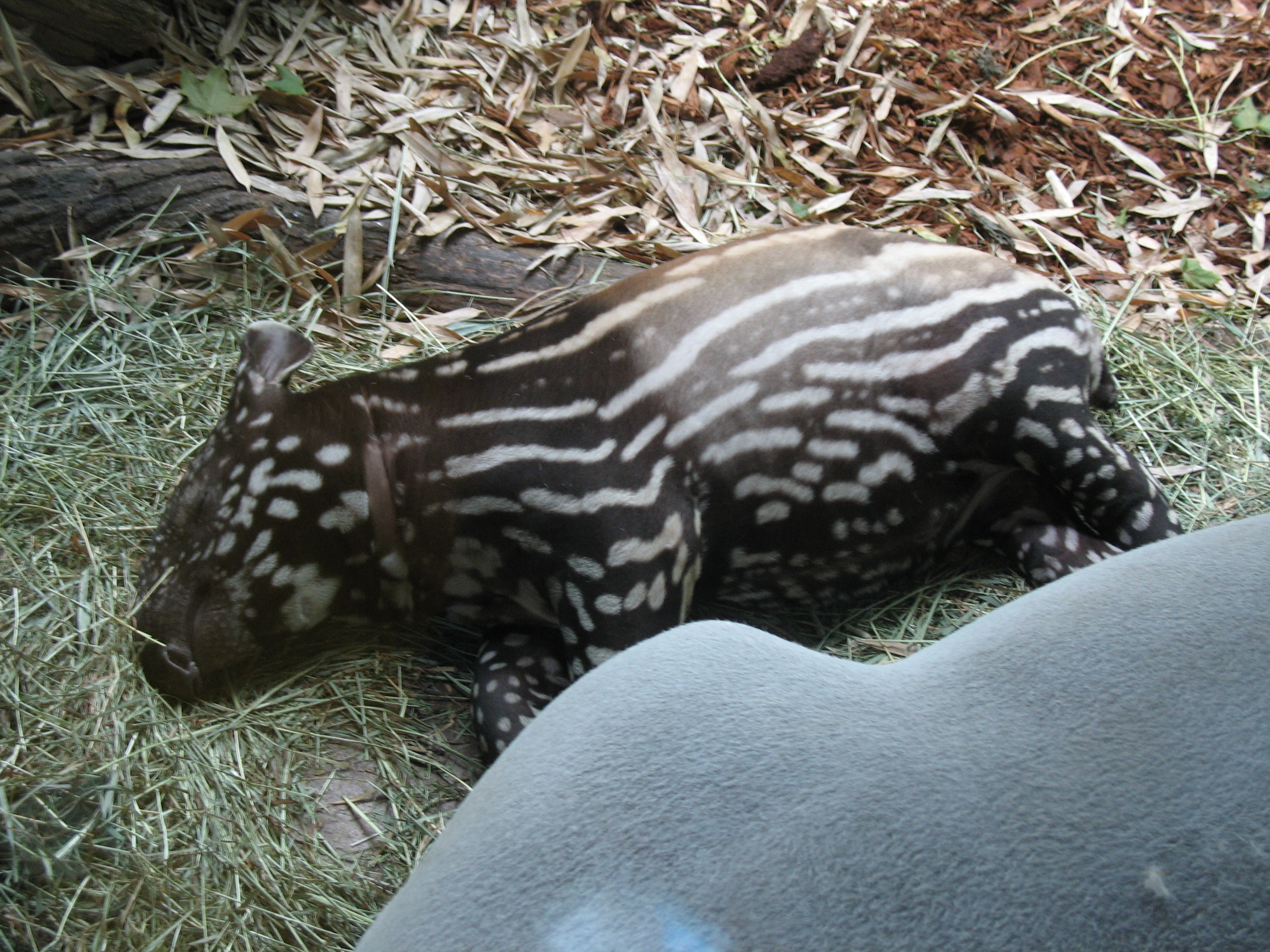
Un cucciolo dorme accanto alla madre

### Comportamento
I tapiri della Malesia sono generalmente individui solitari. Essi marcano ampi spazi come loro territorio spruzzando urina sulle piante. Tuttavia spesso i territori di individui diversi si sovrappongono. I tapiri si muovono nella foresta seguendo percorsi già battuti in precedenza attraverso il sottobosco.
Esclusivamente vegetariani, questi animali si nutrono di foglie e teneri germogli da oltre 115 specie di piante (una trentina circa sono quelle preferite) muovendosi lentamente nella foresta e fermandosi spesso per mangiare o annusare gli odori lasciati da altri tapiri passati in zona. Comunque, se spaventato o minacciato, il tapiro può correre velocemente, a dispetto della sua mole considerevole, e se messo alle strette si difende con le forti mascelle e i denti affilati.
I tapiri dalla gualdrappa comunicano tra di loro con acuti squittii e fischi. Preferiscono vivere vicino all'acqua e non disdegnano un bagno o una nuotata. Sono anche abili a scalare ripidi pendii. Sono attivi soprattutto al crepuscolo, sebbene non siano animali esclusivamente notturni. Solitamente si nutrono subito dopo il tramonto o prima dell'alba e spesso riposano in piena notte.

### Riproduzione
Il periodo di gestazione dei tapiri della Malesia dura approssimativamente 390-395 giorni, trascorsi i quali nasce un solo cucciolo pesante circa 6,8 chili. I tapiri della Malesia sono i più grandi alla nascita tra le quattro specie di tapiri e crescono più in fretta rispetto ai loro congeneri.  I cuccioli di tutte le specie di tapiri hanno il pelo marrone alternato a strisce e macchie bianche. Questa colorazione permette loro di mimetizzarsi meglio tra le macchie di luce della foresta in cui vivono. Tra il quarto e il settimo mese dalla nascita il mantello diventa come quello degli adulti. Lo svezzamento avviene tra il sesto e l'ottavo mese di vita, quando i cuccioli sono ormai della taglia degli adulti. La maturità sessuale è raggiunta all'età di tre anni. La riproduzione di solito avviene in aprile, maggio o giugno e le femmine di solito partoriscono un solo piccolo ogni due anni. I tapiri della Malesia vivono fino a 30 anni, sia allo stato brado che in cattività.

## Distribuzione e habitat

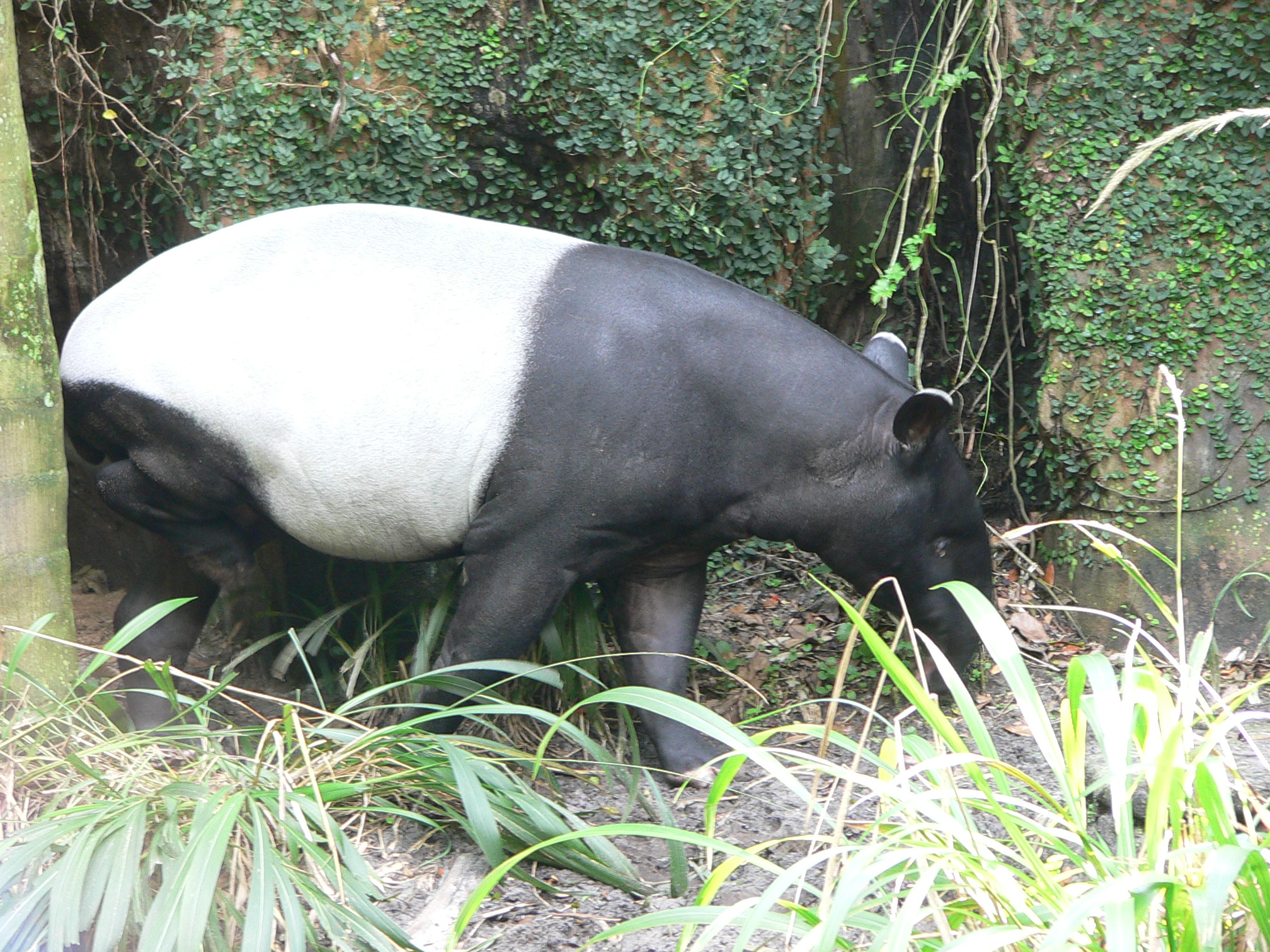
Un tapiro intento ad esplorare il terreno

T. indicus è la più grande tra le quattro specie esistenti di tapiro e l'unica a vivere in Asia. Il nome scientifico della specie può trarre in inganno per quel che riguarda il suo areale: questo tapiro, infatti, non vive in India bensì in quelle che un tempo erano le Indie orientali. Un tempo il suo areale includeva la Cambogia, l'Indonesia, il Laos, la Malaysia, la Birmania, la Thailandia e il Vietnam. Tuttavia il numero di esemplari negli ultimi anni si è drasticamente ridotto e ora, come tutti i tapiri, è in via di estinzione. Grazie alla loro taglia i tapiri dalla gualdrappa hanno pochi predatori naturali, e persino i rapporti di attacchi da parte delle tigri sono pochi. La più grave minaccia all'incolumità di questo animale è l'attività umana, inclusa la deforestazione per fare spazio alle piantagioni, gli allagamenti causati dalla costruzione di dighe per alimentare centrali idroelettriche e il commercio illegale. In Thailandia, per esempio, la vendita di un piccolo di tapiro può fruttare anche 5.500 dollari americani.
In aree come Sumatra, dove la maggior parte della popolazione è musulmana, i tapiri vengono raramente cacciati come fonte di cibo, a causa della loro somiglianza con i maiali, ma in altre regioni sono cacciati per sport o uccisi accidentalmente se scambiati con altri animali. Lo status di animale protetto riconosciuto al tapiro in Thailandia, Malesia e Indonesia per tentare di frenarne l'uccisione da parte dei cacciatori, ha avuto un effetto limitato nell'aumentarne o mantenerne stabile la popolazione perché non si è presa in considerazione la perdita di habitat.

## Tassonomia
La specie era precedentemente inclusa con tutte le altre specie di tapiri esistenti nel genere Tapirus, ma è stata successivamente riassegnata ad un genere separato, ossia Acrocodia.
Seconda uno studio del 2013 sulla sequenze del DNA mitocondriale, il ceppo genetico di Acrocodia si sarebbe separato da quello dei tapiri sudamericani circa 9 milioni di anni fa.
|  | T. terrestris (Tapiro del Sudamerica, popolazione dell'Ecuador) |
|  |                                                                 |
|  | T. pinchaque (Tapiro delle Ande)                                |
|  |                                                                 |
|  | T. terrestris (Tapiro del Sudamerica, altre popolazioni)        |
|  |                                                                 |

|  | T. kabomani (Tapiro nero) |
|  |                           |

|  | T. terrestris (Tapiro del Sudamerica, popolazione dell'Ecuador) |
|  |                                                                 |
|  | T. pinchaque (Tapiro delle Ande)                                |
|  |                                                                 |
|  | T. terrestris (Tapiro del Sudamerica, altre popolazioni)        |
|  |                                                                 |

|  | T. kabomani (Tapiro nero) |
|  |                           |

|  | T. bairdii (Tapiro di Baird) |
|  |                              |

|  | T. terrestris (Tapiro del Sudamerica, popolazione dell'Ecuador) |
|  |                                                                 |
|  | T. pinchaque (Tapiro delle Ande)                                |
|  |                                                                 |
|  | T. terrestris (Tapiro del Sudamerica, altre popolazioni)        |
|  |                                                                 |

|  | T. kabomani (Tapiro nero) |
|  |                           |

|  | T. terrestris (Tapiro del Sudamerica, popolazione dell'Ecuador) |
|  |                                                                 |
|  | T. pinchaque (Tapiro delle Ande)                                |
|  |                                                                 |
|  | T. terrestris (Tapiro del Sudamerica, altre popolazioni)        |
|  |                                                                 |

|  | T. kabomani (Tapiro nero) |
|  |                           |

|  | T. bairdii (Tapiro di Baird) |
|  |                              |

|  | T. terrestris (Tapiro del Sudamerica, popolazione dell'Ecuador) |
|  |                                                                 |
|  | T. pinchaque (Tapiro delle Ande)                                |
|  |                                                                 |
|  | T. terrestris (Tapiro del Sudamerica, altre popolazioni)        |
|  |                                                                 |

|  | T. kabomani (Tapiro nero) |
|  |                           |

|  | T. terrestris (Tapiro del Sudamerica, popolazione dell'Ecuador) |
|  |                                                                 |
|  | T. pinchaque (Tapiro delle Ande)                                |
|  |                                                                 |
|  | T. terrestris (Tapiro del Sudamerica, altre popolazioni)        |
|  |                                                                 |

|  | T. kabomani (Tapiro nero) |
|  |                           |

|  | T. bairdii (Tapiro di Baird) |
|  |                              |

|  | T. terrestris (Tapiro del Sudamerica, popolazione dell'Ecuador) |
|  |                                                                 |
|  | T. pinchaque (Tapiro delle Ande)                                |
|  |                                                                 |
|  | T. terrestris (Tapiro del Sudamerica, altre popolazioni)        |
|  |                                                                 |

|  | T. kabomani (Tapiro nero) |
|  |                           |

|  | T. terrestris (Tapiro del Sudamerica, popolazione dell'Ecuador) |
|  |                                                                 |
|  | T. pinchaque (Tapiro delle Ande)                                |
|  |                                                                 |
|  | T. terrestris (Tapiro del Sudamerica, altre popolazioni)        |
|  |                                                                 |

|  | T. kabomani (Tapiro nero) |
|  |                           |

|  | T. bairdii (Tapiro di Baird) |
|  |                              |

|  | T. terrestris (Tapiro del Sudamerica, popolazione dell'Ecuador) |
|  |                                                                 |
|  | T. pinchaque (Tapiro delle Ande)                                |
|  |                                                                 |
|  | T. terrestris (Tapiro del Sudamerica, altre popolazioni)        |
|  |                                                                 |

|  | T. kabomani (Tapiro nero) |
|  |                           |

|  | T. terrestris (Tapiro del Sudamerica, popolazione dell'Ecuador) |
|  |                                                                 |
|  | T. pinchaque (Tapiro delle Ande)                                |
|  |                                                                 |
|  | T. terrestris (Tapiro del Sudamerica, altre popolazioni)        |
|  |                                                                 |

|  | T. kabomani (Tapiro nero) |
|  |                           |

|  | T. bairdii (Tapiro di Baird) |
|  |                              |

|  | T. terrestris (Tapiro del Sudamerica, popolazione dell'Ecuador) |
|  |                                                                 |
|  | T. pinchaque (Tapiro delle Ande)                                |
|  |                                                                 |
|  | T. terrestris (Tapiro del Sudamerica, altre popolazioni)        |
|  |                                                                 |

|  | T. kabomani (Tapiro nero) |
|  |                           |

|  | T. terrestris (Tapiro del Sudamerica, popolazione dell'Ecuador) |
|  |                                                                 |
|  | T. pinchaque (Tapiro delle Ande)                                |
|  |                                                                 |
|  | T. terrestris (Tapiro del Sudamerica, altre popolazioni)        |
|  |                                                                 |

|  | T. kabomani (Tapiro nero) |
|  |                           |

|  | T. bairdii (Tapiro di Baird) |
|  |                              |

|  | T. terrestris (Tapiro del Sudamerica, popolazione dell'Ecuador) |
|  |                                                                 |
|  | T. pinchaque (Tapiro delle Ande)                                |
|  |                                                                 |
|  | T. terrestris (Tapiro del Sudamerica, altre popolazioni)        |
|  |                                                                 |

|  | T. kabomani (Tapiro nero) |
|  |                           |

|  | T. terrestris (Tapiro del Sudamerica, popolazione dell'Ecuador) |
|  |                                                                 |
|  | T. pinchaque (Tapiro delle Ande)                                |
|  |                                                                 |
|  | T. terrestris (Tapiro del Sudamerica, altre popolazioni)        |
|  |                                                                 |

|  | T. kabomani (Tapiro nero) |
|  |                           |

|  | T. bairdii (Tapiro di Baird) |
|  |                              |

|  | T. terrestris (Tapiro del Sudamerica, popolazione dell'Ecuador) |
|  |                                                                 |
|  | T. pinchaque (Tapiro delle Ande)                                |
|  |                                                                 |
|  | T. terrestris (Tapiro del Sudamerica, altre popolazioni)        |
|  |                                                                 |

|  | T. kabomani (Tapiro nero) |
|  |                           |

|  | T. terrestris (Tapiro del Sudamerica, popolazione dell'Ecuador) |
|  |                                                                 |
|  | T. pinchaque (Tapiro delle Ande)                                |
|  |                                                                 |
|  | T. terrestris (Tapiro del Sudamerica, altre popolazioni)        |
|  |                                                                 |

|  | T. kabomani (Tapiro nero) |
|  |                           |

|  | T. bairdii (Tapiro di Baird) |
|  |                              |

## Variante melanica
Sono stati osservati solo pochi esemplari di tapiri della Malesia nella variante melanica (tutti neri). Nel 1924 un tapiro melanico fu inviato allo zoo di Rotterdam, e fu classificato come una sottospecie chiamata T. i. brevetianus, dal nome del suo scopritore, il Capitano K. Brevet. Nel 2000 due tapiri melanici furono osservati durante uno studio sulle tigri nella riserva di Jerangau, in Malesia. La causa di questa variazione potrebbe essere di natura genetica, come quella che differenzia le pantera nera dai giaguari maculati. Comunque fino a quando non saranno osservati altri esemplari di questo tipo, la precisa spiegazione di questo tratto rimarrà sconosciuta.